# Bibliotheek Sneek
De Openbare Bibliotheek Sneek is een bibliotheek in de binnenstad van de stad Sneek.

## Geschiedenis
Op 28 mei 1906 besloot de lokale afdeling van de Volksbond om geld bijeen te brengen voor het oprichten van een Volkshuis. Twee jaar later had men het geld bijeen, maar realiseerde men zich dat het oorspronkelijk plan voor een Volkshuis erg ambitieus was, gezien de daarvoor benodigde mankracht. Op 28 oktober 1908 besloot men zich dan ook te beperken tot de oprichting van een Openbare Leeszaal en Bibliotheek. Samen met het Nutsbestuur van Sneek werd op 20 november 1909 tot de oprichting besloten. De bibliotheek had op dat moment 60 leden.  Ten tijde van de officiële opening op 15 juli 1910 was het aantal leden gestegen tot 400.
Het eerste gebouw was een pand dat via een doorgang en tuin aan de Grote Kerkstraat bereikbaar was. Het gebouw bleek door het toenemend aantal boeken en bezoekers al snel te klein, en precies vijf jaar later, in 1915, werd dan ook verhuisd naar de Marktstraat, waar onder meer de Cleynstins werd betrokken.
De bibliotheek van Sneek was in Nederland een van de pioniers op het gebied van het jeugdbibliotheekwerk. Op 2 februari 1916 nam het bibliotheekbestuur met verschillende onderwijzers en onderwijzeressen het besluit dat ze op 1 september 1916 graag een Centrale Jeugdbibliotheek wilden starten. In juli van dat jaar wisten ze een eerste subsidie van 325 gulden voor het plan toegezegd te krijgen. 
Tijdens de Tweede Wereldoorlog moest de bibliotheek alle boeken over radio's en het Koninklijk Huis uit de collectie nemen.
In 1984 verhuist de bibliotheek naar het pand aan de Wijde Noorderhorne 1. Hiervoor wordt een groot deel nieuwbouw geplaatst tot aan het Bolwerk. In 2010 vierde de bibliotheek haar 100-jarig bestaan groots. Burgemeester Hayo Apotheker nam ter gelegenheid hiervan, het eerste exemplaar van het boek over de historie van de bibliotheek in ontvangst uit handen van oud-directeur Albert Pasma. De bibliotheek had in 2010 meer dan 10.000 leden.

## Historische verenigingen
In de huidige bibliotheek zijn ook de Vereniging Historisch Sneek en het Archeologisch Steunpunt Sneek gevestigd.